# Rumipamba (Quito)

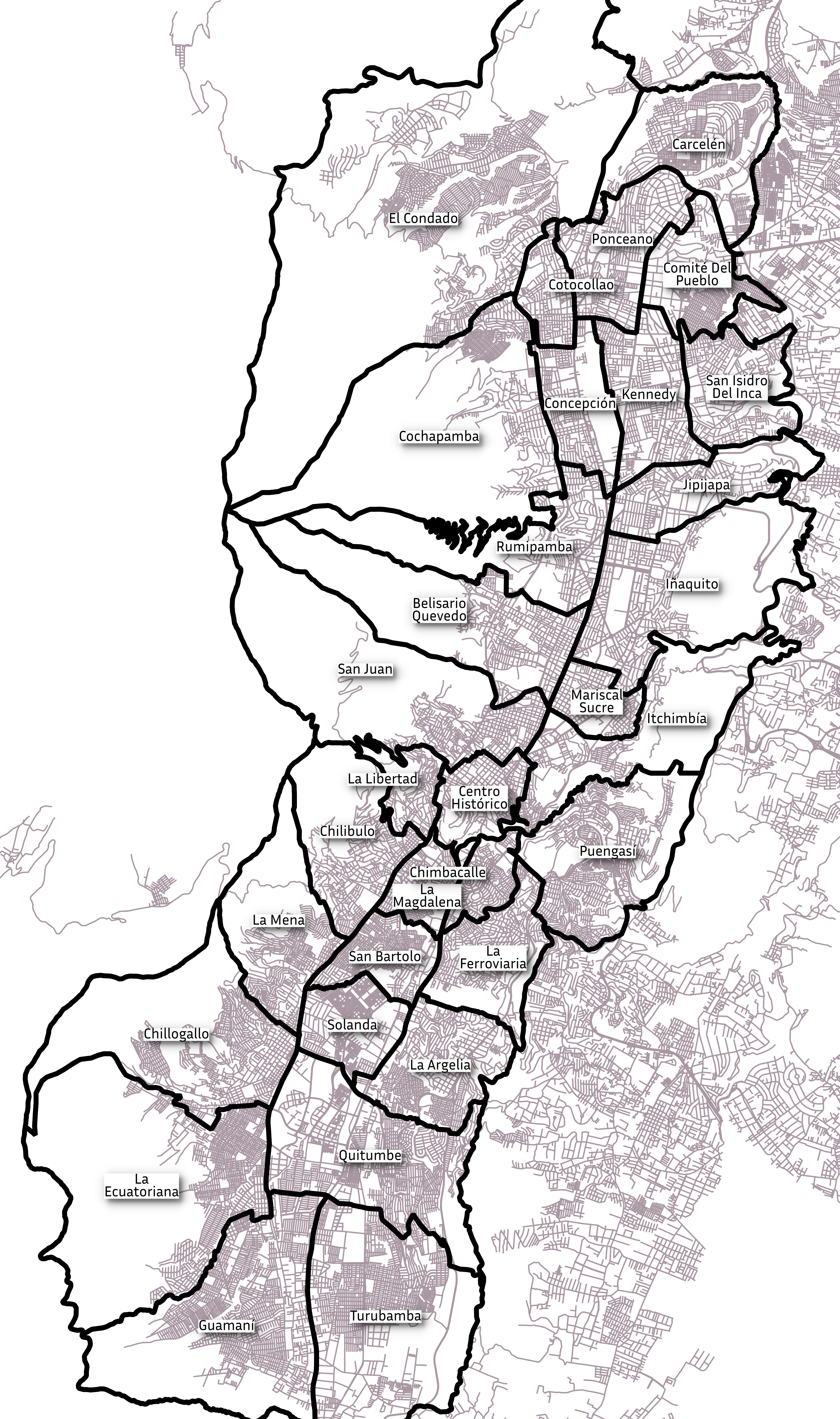
Parroquias urbanas von Quito; Rumipamba auf der Karte oben links

Rumipamba ist ein Stadtteil von Quito und eine Parroquia urbana in der Verwaltungszone Eugenio Espejo im Kanton Quito der ecuadorianischen Provinz Pichincha. Die Fläche beträgt etwa 832 ha. Die Einwohnerzahl lag im Jahr 2019 bei 34.542.

## Lage
Die Parroquia Rumipamba liegt im westlichen Norden von Quito etwa 4,5 km nordnordöstlich vom Stadtzentrum auf einer Höhe von etwa 2825 m. Das Verwaltungsgebiet umfasst im Westen einen schmalen Hangbereich des Vulkans Rucu Pichincha und reicht dort bis auf eine Höhe von etwa 4100 m hinauf. Im Osten verläuft die Avenida 10 de Agosto entlang der Verwaltungsgrenze. Im Süden wird das Areal von der Avenida Mariana de Jesús begrenzt, im Norden von der Calle Marcos Jofre. Die Nord-Süd-Ausdehnung des Gebietes liegt bei 3,37 km.
Die Parroquia Rumipamba grenzt im Norden an die Parroquias Cochapamba und La Concepción, im Osten an die Parroquias Jipijapa und Iñaquito sowie im Süden und im Südwesten an die Parroquia Belisario Quevedo.

## Infrastruktur
Im Süden der Parroquia befindet sich der Parque arqueológico y ecológico Rumipamba (archäologischer und ökologischer Park). Im zentralen Norden liegt der Parque Suecia.